# Босвеллия пильчатая
Босве́ллия пи́льчатая, или Инди́йский ла́дан (лат. Boswéllia serráta) — типовой вид деревьев рода Босвеллия семейства Бурзеровые (Burseraceae).
Невысокие деревья, широко распространённые в Индии и Юго-Восточной Азии.
При надрезе на её стволе выделяется смола, которая медленно высыхает и затвердевает на воздухе, превращаясь в ладан.

## Применение в медицине
Смола босвеллии пильчатой отличается менее приятным и стойким ароматом по сравнению с ладанным деревом (Boswellia sacra), однако уже более трёх тысяч лет используется в традиционной индийской медицине (Аюрведе) в качестве противовоспалительного средства, применяемого для лечения воспалительных заболеваний мышц, суставов и нервных окончаний, в том числе в виде мази Salai Guggul (санскритское название босвеллии пильчатой).
В медицинских журналах Европы и Америки были опубликованы многочисленные научные работы, посвящённые изучению химического состава смолы босвеллии пильчатой. Оказалось, что активными действующими компонентами смолы являются терпеновые b-босвеллиевые кислоты, обладающие низкой токсичностью и выраженной противовоспалительной активностью. Установлено, что противовоспалительный эффект смолы босвеллии пильчатой обусловлен ингибированием синтеза лейкотриенов и 5-липооксигеназы, а также элластазы лейкоцитов человека.
В 2008 году в «British Medical Journal» был опубликован системный обзор, посвящённый клиническим исследованиям препаратов на основе экстракта смолы босвеллии пильчатой. В обзор были включены исследования эффективности экстракта смолы босвеллии при артритах коленного и тазобедренного суставов, бронхиальной астме, болезни Крона, воспалительных заболеваниях кишечника и ревматоидном артрите.
В подавляющем большинстве исследований, рассматриваемых в указанном системном обзоре, был отмечен выраженный терапевтический эффект препаратов на основе экстракта смолы босвеллии пильчатой и их высокая безопасность. Авторы акцентируют внимание на отсутствие в исследованиях указаний на стандартизацию экстрактов смолы босвеллии по активным действующим веществам и обусловленную этим неоднородность препаратов, участвующих в исследованиях. Именно низкое содержание в смоле босвеллии пильчатой активных действующих компонентов, по мнению авторов, могло стать причиной низкой эффективности экстрактов смолы босвеллии в отдельных исследованиях. Авторы обзора указывают на высокий потенциал противовоспалительных препаратов на основе экстракта смолы босвеллии пильчатой и призывают к проведению дальнейших исследований.
Международные фармацевтические компании разрабатывают и выводят на рынок новые лекарственные средства, активные действующие вещества которых находятся под патентной защитой. Это связано с тем, что производители хотят компенсировать инвестиции, вложенные в создание препарата и исследования, связанные с его выведением на рынок. Так как получить патент на экстракт босвеллии пильчатой или входящие в его состав активные вещества невозможно (они общедоступны и не могут быть чьей-то интеллектуальной собственностью), то в ближайшее время не стоит ожидать масштабных исследований в этом направлении. Однако некоторые компании проводили двойные слепые рандомизированные исследования своих препаратов на основе экстракта босвеллии и получили оптимистичные результаты.
Основное действующее вещество в препаратах — бета-босвеллиевая кислота (3-O-acetyl-11-keto-beta-boswellic acid (AKBA).